# Magomed Ankalaev
Magomed Aliboulatovitch Ankalaev (en russe :  Магомед Алибулатович Анкалаев), né le 2 juin 1992 à Makhatchkala (Daghestan, Russie), est un pratiquant russe d'arts martiaux mixtes (MMA). Il est d’origine daghestanaise et d'ethnie avar. Il combat actuellement dans la catégorie des poids mi-lourds de l'Ultimate Fighting Championship (UFC), dont il est le champion depuis le 8 mars 2025. Ankalaev reste sur une série de 14 combats sans défaite.

## Jeunesse et débuts en lutte
Magomed Ankalaev naît le 2 juin 1992 à Teletl', dans le district de Shamilsky, au Daghestan, en Russie, dans une famille d'origine avar. Il commence à s'entraîner à la lutte gréco-romaine pendant un an alors qu'il est étudiant à l'université d'État du Daghestan, où il obtient un diplôme de la faculté de sport. À cette époque, il participe également à des compétitions de sambo de combat, pour lesquelles il est honoré du titre de Maître des sports dans cette discipline. Magomed Ankalaev est alors séduit par l'idée de passer aux arts martiaux mixtes (MMA), en raison de la similitude entre le MMA et le sambo de combat. Il devient alors champion de Russie et champion du monde de MMA amateur. Il est également nommé Artiste martial mixte de Russie en 2015 par la fédération russe de MMA. Magomed Ankalaev est un musulman pratiquant.

## Carrière dans les arts martiaux mixtes

### Débuts (2014-2017)
Le 18 janvier 2014, il affronte l'Ukrainien Vasily Babich à Kharkiv, en Ukraine, et remporte le combat par décision majoritaire. Le 14 juin 2014, il affronte le Serbe Denić Strahinja à Pančevo, en Serbie, et remporte le combat par décision unanime. Le 18 octobre 2014, il affronte le Turkménistanais Dovletdzhan Yagshimuradov à Moscou, en Russie, et remporte le combat par décision unanime.
Le 9 avril 2016, il affronte l'Américain Lloyd Marshbanks à Grozny, en Russie, et remporte le combat par KO technique. Le 11 juin 2016, il affronte le Russe Artur Astakhov à Grozny, en Russie, et remporte le combat par décision unanime. Le 4 octobre 2016, il affronte le Russe Maxim Grishin à Grozny, en Russie, et remporte le combat par KO technique.
Le 21 juin 2017, il affronte le Brésilien Wagner Prado à Grozny, en Russie, et remporte le combat par KO. Le 4 octobre 2017, il affronte le Brésilien Celso Ricardo da Silva à Grozny, en Russie, et remporte le combat par KO.

### Ultimate Fighting Championship(depuis 2018)

#### Défaite et série de victoires
Le 17 mars 2018, il affronte l'Écossais Paul Craig à Londres, en Angleterre, et perd le combat par soumission. Le 15 septembre 2018, il affronte le Polonais Marcin Prachnio à Moscou, en Russie, et remporte le combat par KO. Sa prestation est désignée Performance de la soirée.
Le 23 février 2019, il affronte le Brésilien Klidson Abreu à Prague, en République tchèque, et remporte le combat par décision unanime (30-27, 30-27, 29-28). Le 9 novembre 2019, il affronte le Congolais Dalcha Lungiambula à Moscou, en Russie, et remporte le combat par KO. Sa prestation est désignée Performance de la soirée.
Le 29 février 2020, il affronte le Moldave Ion Cuțelaba à Norfolk, en Virginie, et remporte le combat par KO technique. Le 24 octobre 2020, il affronte pour la deuxième fois le Moldave Ion Cuțelaba à Abou Dabi, aux Émirats arabes unis, et remporte le combat par KO. Sa prestation est désignée Performance de la soirée.
Le 27 février 2021, il affronte l'Ukrainien Nikita Krylov à Las Vegas, dans le Nevada, et remporte le combat par décision unanime (29-28, 29-28, 29-28). Le 30 octobre 2021, il affronte le Suisse Volkan Oezdemir à Abou Dabi, aux Émirats arabes unis, et remporte le combat par décision unanime (30-27, 30-27, 29-28).
Le 12 mars 2022, il affronte le Brésilien Thiago Santos à Las Vegas, dans le Nevada, et remporte le combat par décision unanime (49-46, 49-46, 48-47). Le 30 juillet 2022, il affronte l'Américain Anthony Smith à Dallas, au Texas, et remporte le combat par KO technique.

#### Une égalité, un combat sans décision et deux victoires
Le 10 décembre 2022, il affronte le Polonais Jan Błachowicz à Las Vegas, dans le Nevada, pour le titre vacant des poids mi-lourds. Le combat se termine en égalité (48-47, 46-48, 47-47),,. Le 21 octobre 2023, il affronte le Brésilien Johnny Walker à Abou Dabi, aux Émirats arabes unis. Un coup de genou illégal accidentel lancé par Magomed Ankalaev empêche son adversaire de continuer le combat, ce dernier étant jugé sans décision,.
Le 13 janvier 2024, il affronte pour la deuxième fois le Brésilien Johnny Walker à Las Vegas, dans le Nevada, et remporte le combat par KO,. Sa prestation est désignée Performance de la soirée. Le 26 octobre 2024, il affronte le Serbe Aleksandar Rakić à Abou Dabi, aux Émirats arabes unis, et remporte le combat par décision unanime (29-28, 29-28, 29-28),.

#### Champion de la catégorie
Le 8 mars 2025, il affronte le Brésilien Alex Pereira à Las Vegas, dans le Nevada, lors de l'UFC 313. Après une première reprise dominée par son adversaire, il parvient même à faire vaciller le Brésilien à la toute fin de la deuxième reprise. Avec son type de jeu proposé, il va finalement prendre le dessus jusqu'à la fin du combat,. Il remporte le combat par décision unanime (49-46, 48-47, 48-47),,. À cette occasion, il remporte le titre des poids mi-lourds de l'UFC.

## Vie privée
Magomed Ankalaev perd son père alors qu'il est en neuvième ou dixième année. Fils aîné, il a trois sœurs et un frère.
Il est propriétaire d'un café appelé « Ankl ».il est musulman pratiquant

## Palmarès en arts martiaux mixtes

### Distinctions
- Ultimate Fighting Championship
  - Performance de la soirée (× 4) : face à Marcin Prachnio, Dalcha Lungiambula, Ion Cuțelaba et Johnny Walker[10],[13],[16],[28].

### Historique des combats
| 23 combats     | 20 victoires | 1 défaites |
| Par KO         | 10           | 0          |
| Par soumission | 0            | 1          |
| Sur décision   | 10           | 0          |
| Égalités       | 1            | 1          |
| Sans décision  | 1            | 1          |

| Résultat      | Record     | Adversaire                | Méthode                                        | Événement                                   | Date              | Round | Temps | Lieu                            | Notes                                                              |
| ------------- | ---------- | ------------------------- | ---------------------------------------------- | ------------------------------------------- | ----------------- | ----- | ----- | ------------------------------- | ------------------------------------------------------------------ |
| Victoire      | 20-1-1 (1) | Alex Pereira              | Décision unanime                               | UFC 313 : Pereira contre Ankalaev           | 8 mars 2025       | 5     | 5:00  | Las Vegas, Nevada, États-Unis   | Remporte le titre des poids mi-lourds de l'UFC.                    |
| Victoire      | 19-1-1 (1) | Aleksandar Rakić          | Décision unanime                               | UFC 308                                     | 26 octobre 2024   | 3     | 5:00  | Abou Dhabi, Émirats arabes unis |                                                                    |
| Victoire      | 18-1-1 (1) | Johnny Walker             | KO (coups de poing)                            | UFC Fight Night: Ankalaev vs. Walker II     | 12 janvier 2024   | 2     | 2:42  | Las Vegas, Nevada               | Performance de la soirée.                                          |
| Sans décision | 17-1-1 (1) | Johnny Walker             | NC (coup de genou illégal)                     | UFC 294                                     | 20 octobre 2023   | 1     | 3:13  | Abou Dhabi, Émirats arabes unis | Un coup de genou illégal accidentel a empêché Walker de continuer. |
| Égalité       | 17-1-1     | Jan Błachowicz            | Décision partagée                              | UFC 282                                     | 9 décembre 2022   | 5     | 5:00  | Las Vegas, Nevada               | Pour le titre vacant des poids mi-lourds de l’UFC.                 |
| Victoire      | 17-1       | Anthony Smith             | TKO (coups de poing)                           | UFC 277                                     | 30 juillet 2022   | 2     | 3:09  | Dallas, Texas                   |                                                                    |
| Victoire      | 16-1       | Thiago Santos             | Décision unanime                               | UFC Fight Night: Santos vs. Ankalaev        | 12 mars 2022      | 5     | 5:00  | Las Vegas, Nevada               |                                                                    |
| Victoire      | 15-1       | Volkan Oezdemir           | Décision unanime                               | UFC 267                                     | 30 octobre 2021   | 3     | 5:00  | Abou Dabi, Émirats arabes unis  |                                                                    |
| Victoire      | 14-1       | Nikita Krylov             | Décision unanime                               | UFC Fight Night: Rozenstruik vs. Gane       | 27 février 2021   | 3     | 5:00  | Las Vegas, Nevada               |                                                                    |
| Victoire      | 13-1       | Ion Cuțelaba              | KO (coups de poing)                            | UFC 254                                     | 24 octobre 2020   | 1     | 4:19  | Abou Dabi, Émirats arabes unis  | Performance de la soirée.                                          |
| Victoire      | 12-1       | Ion Cuțelaba              | TKO (coup de la pied à tête et coups de poing) | UFC Fight Night: Benavidez vs. Figueiredo   | 29 février 2020   | 1     | 0:38  | Norfolk, Virginie               |                                                                    |
| Victoire      | 11-1       | Dalcha Lungiambula        | KO (front kick à la tête et coups de poing)    | UFC Fight Night: Magomedsharipov vs. Kattar | 9 novembre 2019   | 3     | 0:29  | Moscou, Russie                  | Performance de la soirée.                                          |
| Victoire      | 10-1       | Klidson Abreu             | Décision unanime                               | UFC Fight Night: Błachowicz vs. Santos      | 23 février 2019   | 3     | 5:00  | Prague, République tchèque      | Combat en poids intermédiaire. Son adversaire échoue à la pesée.   |
| Victoire      | 9-1        | Marcin Prachnio           | KO (coup de pied à la tête et coups de poing)  | UFC Fight Night: Hunt vs. Oleinik           | 15 septembre 2018 | 1     | 3:09  | Moscou, Russie                  | Performance de la soirée.                                          |
| Défaite       | 8-1        | Paul Craig                | Soumission (étranglement en triangle)          | UFC Fight Night: Werdum vs. Volkov          | 17 mars 2018      | 3     | 4:59  | Londres, Angleterre             |                                                                    |
| Victoire      | 8-0        | Celso Ricardo da Silva    | KO (coup de poing)                             | WFCA 43                                     | 4 octobre 2017    | 1     | 1:11  | Grozny, Russie                  |                                                                    |
| Victoire      | 7-0        | Wagner Prado              | KO (coups de poing)                            | WFCA 38                                     | 21 juin 2017      | 1     | 3:33  | Grozny, Russie                  | Défend le titre des poids mi-lourds du WFCA.                       |
| Victoire      | 6-0        | Maxim Grishin             | TKO (coups de poing)                           | WFCA 30                                     | 4 octobre 2016    | 4     | 1:13  | Grozny, Russie                  | Remporte le titre vacant des poids mi-lourds du WFCA.              |
| Victoire      | 5-0        | Artur Astakhov            | Décision unanime                               | WFCA 23                                     | 11 juillet 2016   | 3     | 5:00  | Grozny, Russie                  |                                                                    |
| Victoire      | 4-0        | Lloyd Marshbanks          | Soumission                                     | WFCA 18                                     | 9 avril 2016      | 1     | 0:15  | Grozny, Russie                  |                                                                    |
| Victoire      | 3-0        | Dovletdzhan Yagshimuradov | Décision unanime                               | Oplot Challenge 103                         | 18 octobre 2014   | 3     | 5:00  | Moscou, Russie                  |                                                                    |
| Victoire      | 2-0        | Denić Strahinja           | Décision unanime                               | Tesla Fighting Championship 4               | 14 juin 2014      | 3     | 5:00  | Pančevo, Serbie                 |                                                                    |
| Victoire      | 1-0        | Vasily Babich             | Décision majoritaire                           | Oplot Challenge 96                          | 18 janvier 2014   | 3     | 5:00  | Kharkiv, Ukraine                | Début en poids mi-lourds.                                          |